# 今関天彭
今関 天彭（いまぜき てんぽう、1882年6月19日 - 1970年10月19日）は、漢詩人、中国研究家。本名は「今関寿麿」。

## 経歴
出生から修学期
1882年、千葉県に生まれた。漢学者・今関琴美を祖父に持ち、読書を好んだ。父・今関富徳も漢学を修めて漢学塾を継いでいたが、放蕩のため立ち行かなくなり、塾をたたんで東京中野に移り住んだ。天彭も父に従って東京中野に移って少年時代を過ごした。その後、石川鴻斎、森槐南らに師事した。
記者時代
1910年、『国民新聞』の記者となった。翌1911年に『国民雑誌』の記者に転じた。
朝鮮半島に渡る
1916年、朝鮮総督府嘱託として朝鮮半島に赴任した。しかし漢学者であり中国問題に関心があったため、翌1918年に北平(現・北京市)に出た。中国の学者や要人と交際し、中国事情の研究ために今関研究室を設立した(後に「今関中国文化研究所」)。1942年、重光葵駐華大使顧問をつとめた。
戦後、引揚げ後は東京中野に住み、漢詩雑誌『雅友』を創刊した。1970年に死去。

## 家族・親族
- 祖父：今関徳甫、漢学者琴美(きんび)。山陽琴美とも名乗った。
- 父：今関富徳も漢学者。
- 弟：今関和雄

## 著作
著書
- 『東京市内先儒墓田録』政教社 1913
- 『支那人文講話』読画書院 1919
- 『支那商工業の変遷』支那研究室 1920
- 『中支汗漫游話』今関研究室 1924
- 『清代及び現代の詩文界』今関研究室 1925
- 『清代及び現代の詩余駢文界 清代及現代の支那文学界 第2編』今関研究室 1926
- 『近代支那の学芸』民友社 1931
- 『法帖叢話』民友社 1932
- 『駿河と臨済禅』静岡谷島屋書店 1934
- 『駿遠之詩界』静岡谷島屋書店 1935
- 『中國文化入門』元々社 民族教養新書 1955
- 『浦上玉堂』稀覯書刊行会 1972
- 『江戸詩人評伝集　詩誌『雅友』抄』[2]全2巻、揖斐高編・解説、平凡社(東洋文庫) 2015

訳書
- 『支那戯曲集』編著、東方時論社 1917
- 『東洋画論集成』(2冊組) 纂訂、読画書院 1918
  - 復刻版 講談社 1979
- 『近二十年来の支那外交』王正廷著、今関研究室 1928
- 『支那禅学の変遷』胡適著、東方学藝書院 1936
- 『支那戯曲物語』(上下) 元々社 民族教養新書 1955
- 『宋詩選』(漢詩大系 16) 辛島驍共著、集英社 1966

## 参考記事
- デジタル版日本人名大辞典
- 東方学会編『東方学回想Ⅲ　学問の思い出1』 刀水書房、2000年
「第6章 今関天彭先生を囲んで」- 機関誌に掲載した座談会での回想